# West Point (Luisiana)

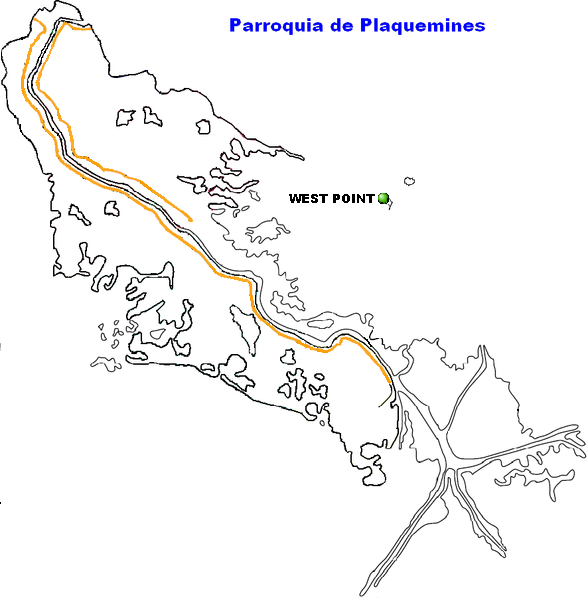
Localización de West Point en el mapa de la Parroquia de Plaquemines.

West Point  es una pequeña localidad ubicada sobre el delta del río Misisipi, dentro de la parroquia de Plaquemines, en el estado de Luisiana, Estados Unidos.

## Geografía
El establecimiento de West Point se localiza en las siguientes coordenadas a saber: 29°27′50″N 89°12′39″O / 29.46389, -89.21083. Esta comunidad posee menos de un solo metro de elevación sobre el nivel del mar, convirtiéndola una zona proclive a las inundaciones. Su población se compone de menos de veinte habitantes. Esta localidad se encuentra ubicada a unos más de 200 kilómetros de Nueva Orleans la principal ciudad de todo el estado, y a más de 300 kilómetros del aeropuerto internacional más cercano, el (IAH) Houston George Bush Intercontinental Airport.